# Coeligena
Coeligena és un gènere d'ocells de la subfamília dels lesbins (Lesbiinae) dins la família dels troquílids (Trochilidae). Les diferents espècies reben el nom de colibrís inques.

## Llista d'espècies
Aquest gènere està format per 15 espècies,si bé algunes classificacions conten fins a 19:
- colibrí inca bronzat (Coeligena coeligena).
- colibrí inca bru (Coeligena wilsoni).
- colibrí inca negre (Coeligena prunellei).
- colibrí inca de collar (Coeligena torquata).
  - colibrí inca de Vilcabamba (Coeligena (torquata) eisenmanni).
- colibrí inca de Conrad (Coeligena conradii).
- colibrí inca de Gould (Coeligena inca).
- colibrí inca de Bolívia (Coeligena violifer).
  - colibrí inca d'Apurímac (Coeligena (violifer) albicaudata).
  - colibrí inca de Huánuco (Coeligena (violifer) dichroura).
  - colibrí inca de Cusco (Coeligena (violifer) osculans).
- colibrí inca irisat (Coeligena iris).
- colibrí inca cuablanc (Coeligena phalerata).
- colibrí inca d'Antioquia (Coeligena orina).
- colibrí inca de galons (Coeligena lutetiae).
- colibrí inca de Bonaparte (Coeligena bonapartei).
- colibrí inca de Perijá (Coeligena consita).
- colibrí inca daurat (Coeligena eos).
- colibrí inca de ventre violaci (Coeligena helianthea).